# Lauwil

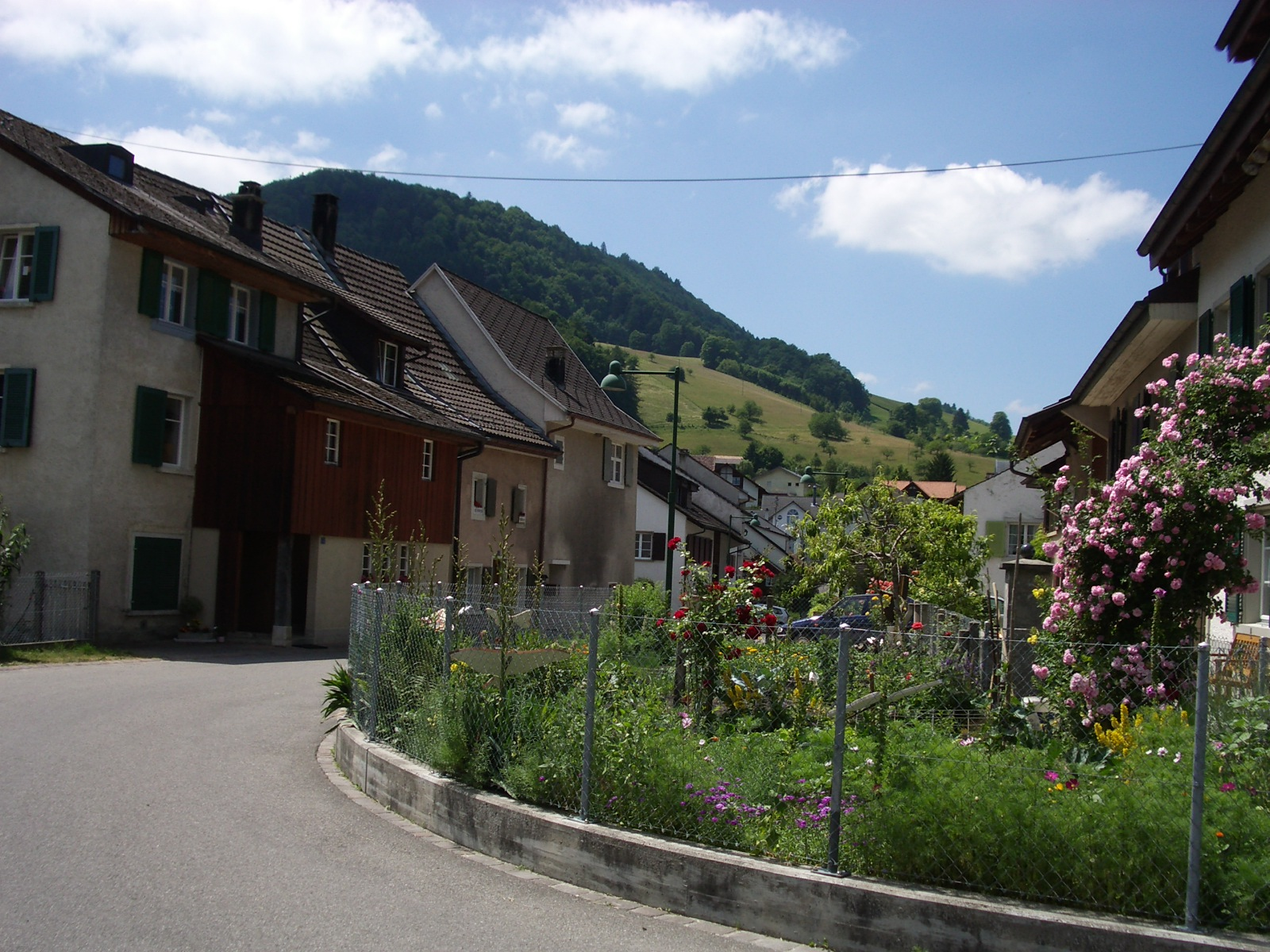
Straatbeeld

Lauwil is een gemeente en plaats in het Zwitserse kanton Basel-Landschaft, en maakt deel uit van het district Waldenburg.
Lauwil telt 331 inwoners.